# Coelachyrum longiglume
Coelachyrum longiglume är en gräsart som beskrevs av Diana Margaret Napper. Coelachyrum longiglume ingår i släktet Coelachyrum, och familjen gräs. Inga underarter finns listade i Catalogue of Life.